# Месершмит P.1111
Месершмит P.1111 је немачки пројекат ловачког авиона. кога је дизајнирао Месершмит за потребе Луфтвафеа пред крај Другог свјетског рата.

## Историја
Иновативни дизајн Ме P.1111 завршен је у јануару 1945. године и био је замишљен као побољшање Месершмита P.1110 који је критикован због великог оптерећења крила. Месершмит P.1111 је био авион без репа са дужином од 8,92 м. Крила су била скоро у облику делте, повучена уназад под углом од 45 степени и распоном крила од 9,12 м. Био је предвиђен за једног пилота. За погон требао је да користи турбомлазни мотор Хајнкел ХеС 011А. Наоружан је са четри 30мм топа МК 108. Месершмит P.1111 је имао одличну аеродинамику и једноставан довод ваздуха за мотор.
Током конференције за поређење и преглед дизајна у Оберамергау 27. и 28. фебруара 1945. године, P.1111 се изванредно показао са својим перформансама и у погледу способности лета при великим брзинама, полетању, пењању и слетању. Међутим, ни пројекат P.1111 није успио да убиједи команду Луфтвафеа. Главна критика била је постављање цјелокупне залихе горива у крила (три резервоара у сваком крилу, укупно 1500 литара), што би представљало превелик ризик у случају пожара. Изграђен је само један дрвени модел. Пројекат је касније даље развијен у Ме P.1112.